# SMAN Petrel
 (septembre 2024).
Si vous disposez d'ouvrages ou d'articles de référence ou si vous connaissez des sites web de qualité traitant du thème abordé ici, merci de compléter l'article en donnant les références utiles à sa vérifiabilité et en les liant à la section « Notes et références ».
En 1987, Claude Tisserand cédait la licence de fabrication, le prototype et les moules de l'Hydroplum II à la Société Morbihannaise d’aéro-navigation ou SMAN. Implantée à Auray, la SMAN appartenait à André Wydauw et commercialisait déjà un ULM d’origine britannique, le DUET, trois axes carénés et un ULM suisse, le X99. André Wydauw, ingénieur des Arts et Métiers, issu des milieux de la voile, et pilote VFR alliait les qualités nécessaires pour la fabrication de cet appareil amphibie.  La SMAN entendait produire et commercialiser en kit l’Hydroplum II, qui fut rebaptisé SMAN Petrel et reçut certaines modifications. En particulier un système hydraulique de relevage du train, devenu tricycle, qui ne sera monté que sur le premier exemplaire de série. Le prototype était peu élaboré et nécessitait un gros travail de recherche pour alléger les matériaux utilisés, changer la motorisation et faire face aux contraintes de structures liées à l'amérissage. Il fallut plus de deux ans à la SMAN pour mettre au point un produit fini et commercialisable. 
Le SMAN Petrel allait profiter d’une publicité aussi spectaculaire qu’inattendue grâce à Nicolas Hulot qui utilisa le Petrel pour réaliser quatre émissions télévisées, deux enregistrées en France sont une sur la Côte d’Azur, une à Belle-Île-en-Mer et deux en Guyane. 

## Développement industriel
Alors que la SMAN allait enregistrer quelque 70 commandes, la production démarrait laborieusement, avec de continuelles modifications améliorant l’hydravion (poste de pilotage fermé, allongement de la proue…) pour répondre aux demandes spécifiques de la clientèle. La masse à vide passe sur cette période de 190 kg sur le prototype à 280 kg en produit fini avec de entte amélioration sur la structure trop légère de l'appareil. L'armée française passa d'ailleurs une commande pour plusieurs appareils basés en Guyane. Ces appareils permettaient une intervention rapide dans les marigots sans besoin de chercher un terrain ferme pour se poser.  Par ailleurs, l'appareil rencontrait un engouement croissant chez les amateurs d'aviation légère. 
Le prix de vente de l'appareil était un frein important au développement de sa commercialisation avec notamment un nombre important d'heure de main-d’œuvre pour la réalisation de la cellule et des plans d'ailes. André Wydauw chercha une solution pour faire baisser ce coût de fabrication et donna des sous-licences au Brésil et en Inde. 

## Transfert de propriété
En 1995, l'armée française annula une commande de 40 machines en phase de constitution, sans compensation financière pour la SMAN. La SMAN, avait déjà investi beaucoup d'argent dans la recherche et le développement du Petrel et se retrouva à cause de cette annulation de commande en grandes difficultés financières. Elle vendit une licence de fabrication et d'exploitation la société brésilienne Edra qui devait fabriquer plus de cent machines pour le marché brésilien.En 2008 est apparue une version modernisée, Edra Super Petrel, également commercialisé au Canada sous l’appellation AAC SeaStar. Toutefois, Edra n'ayant jamais payée la licence la SMAN était placée en liquidation judiciaire en 2000 et rachetée par la Société Billie Aéromarine créée pour l' occasion. Billie Aéromarine a fabriqué une trentaine de machines jusqu'en 2005 et devait abandonner l'activité.